# Яцковичи (Ровненская область)
Яцковичи (укр. Яцьковичі) — село в Березновской городской общине Ровненского района Ровненской области Украины.
До 2020 года входило в Березновский район.
Население по переписи 2001 года составляло 1211 человек. Почтовый индекс — 34641. Телефонный код — 3653. Код КОАТУУ — 5620489801.